# Eagle Design
Eagle Design Pty Ltd. aus Pinetown war ein südafrikanischer Hersteller von Automobilen. Eine andere Quelle nennt die Firmierung Eagle Automotive und den Ort Johannesburg.

## Unternehmensgeschichte
Das Unternehmen begann 1973 oder 1974 mit der Produktion von Automobilen und Kit Cars. Der Markenname lautete Eagle. 1979 endete die Produktion.

## Fahrzeuge
Das einzige Modell war der Sports. Dies war die Lizenzfertigung des britischen Nova. Die Basis der Fahrzeuge bildete das Fahrgestell vom VW Käfer. Darauf wurde eine geschlossene Karosserie aus Fiberglas montiert. Anstelle von seitlichen Türen konnte das Dach zum Ein- und Aussteigen nach vorne geklappt werden. Das Fahrzeug war 430 cm lang, 175 cm breit und weniger als 100 cm hoch.